# Tmarus littoralis
Tmarus littoralis là một loài nhện trong họ Thomisidae.
Loài này thuộc chi Tmarus. Tmarus littoralis được Eugen von Keyserling miêu tả năm 1880.